# Dekanat Würzburg links des Mains
Das Dekanat Würzburg links des Mains ist eines von 20 Dekanaten im römisch-katholischen Bistum Würzburg.
Es umfasst den Landkreis Würzburg (linke Mainseite). Es grenzt im Osten/Nordosten an das Dekanat Würzburg rechts des Mains, im Osten an das Dekanat Würzburg-Stadt und das Dekanat Ochsenfurt im Süden/Südwesten an das Erzbistum Freiburg, im Westen an das Dekanat Lohr und im Norden an das Dekanat Karlstadt.
Einundzwanzig Pfarrgemeinden und eine Kuratie haben sich bis 2010 zu zwölf Pfarreiengemeinschaften zusammengeschlossen.
Dekan ist  Paul Julian, koordinierender Pfarrer der Pfarreiengemeinschaft St. Kilian Würzburg-West. Sein Stellvertreter Berthold Grönert, koordinierender Pfarrer der Pfarreiengemeinschaft Heiliger Benedikt Zwischen Tauber und Main. Verwaltungssitz ist Waldbüttelbrunn.

## Gliederung
Sortiert nach Pfarreiengemeinschaften werden die Pfarreien genannt, alle zu einer Pfarrei gehörigen Exposituren, Benefizien und Filialen werden nach der jeweiligen Pfarrei aufgezählt, danach folgen Kapellen, Klöster und Wallfahrtskirchen. Weiterhin werden auch die Einzelpfarreien am Ende aufgelistet.

### Pfarreiengemeinschaften

#### Pfarreiengemeinschaft  St. Kilian Würzburg-West (Waldbüttelbrunn)
- Pfarrei St. Bartholomäus (Waldbüttelbrunn)
- Pfarrei St. Bartholomäus  (Greußenheim)
- Pfarrei St. Sixtus (Hettstadt)
- Pfarrei St. Josef der Bräutigam (Roßbrunn) mit St. Kilian (Mädelhofen)

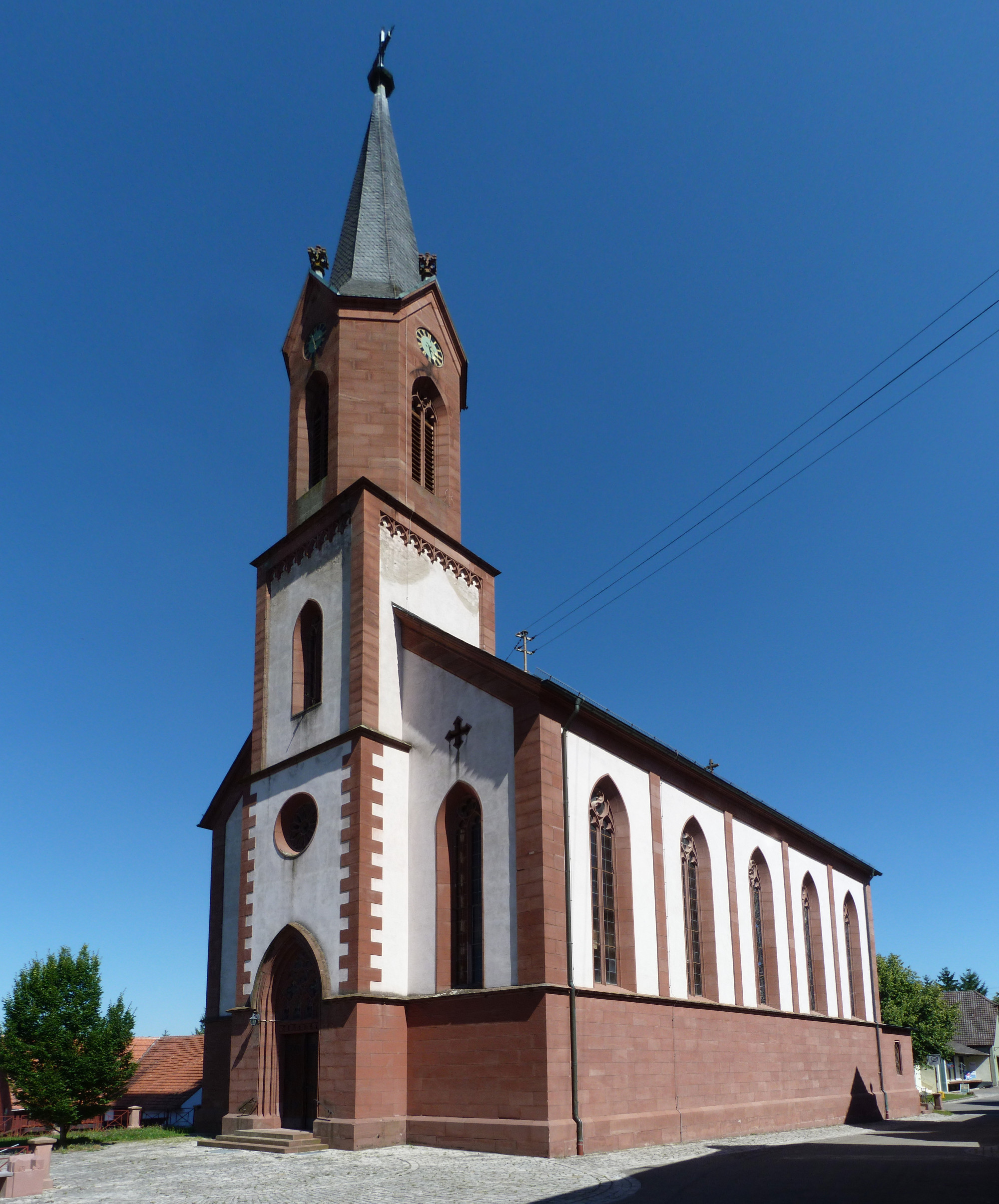
St. Josef
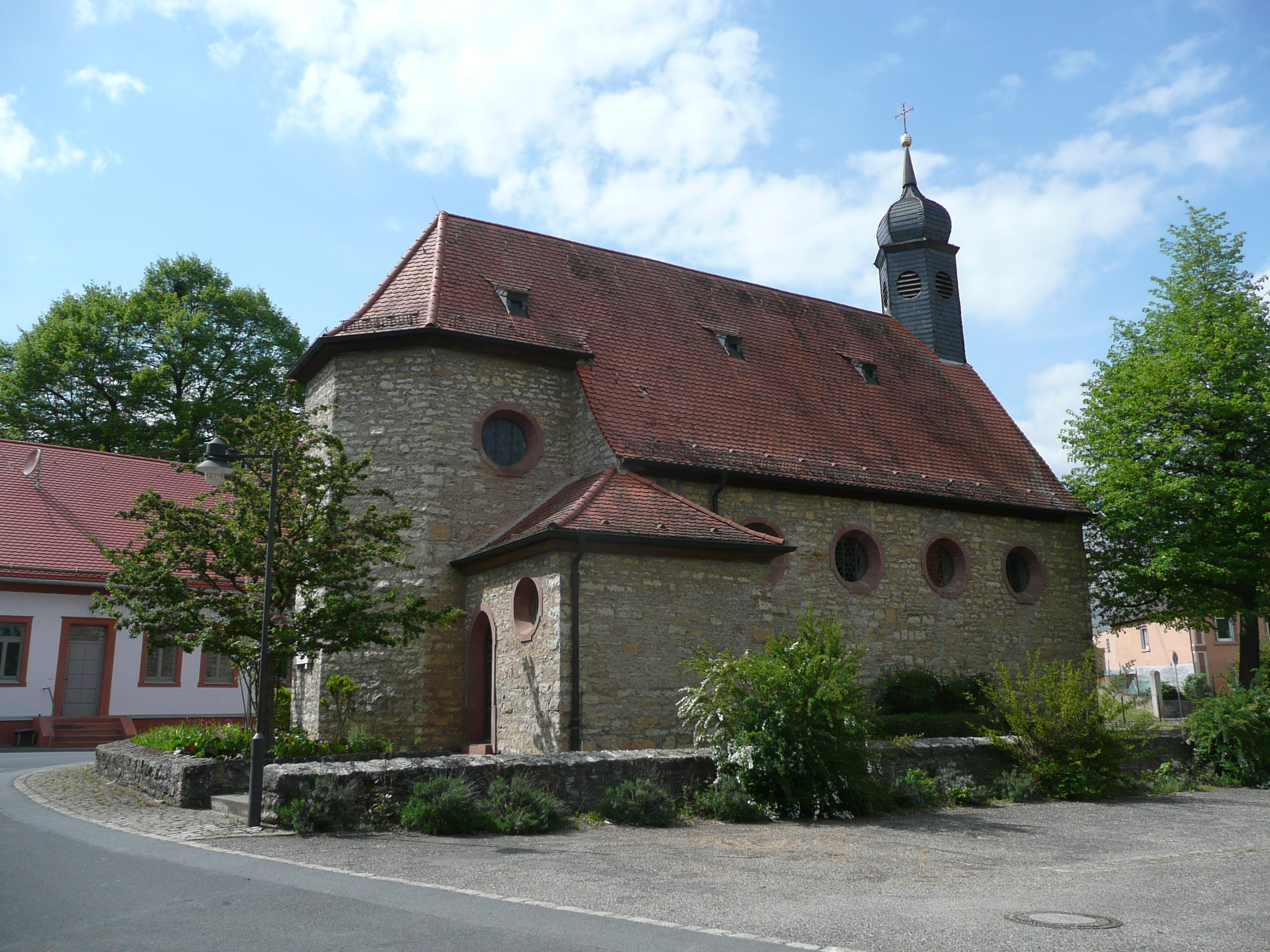
St. Kilian

#### Pfarreiengemeinschaft Hl. Benedikt Zwischen Tauber und Main (Helmstadt)
- Pfarrei Mariä Himmelfahrt und St. Martin (Böttigheim)
- Pfarrei St. Martin (Helmstadt) mit Verklärung unseres Herrn Jesus Christus (Uettingen)
- Pfarrei St. Maria, Königin der Engel und St. Michael (Holzkirchen) mit St. Maria und St. Johannes der Täufer (Wüstenzell), St. Paulus (Remlingen)
- Kuratie St. Ägidius (Holzkirchhausen)
- Pfarrei St. Georg (Neubrunn)

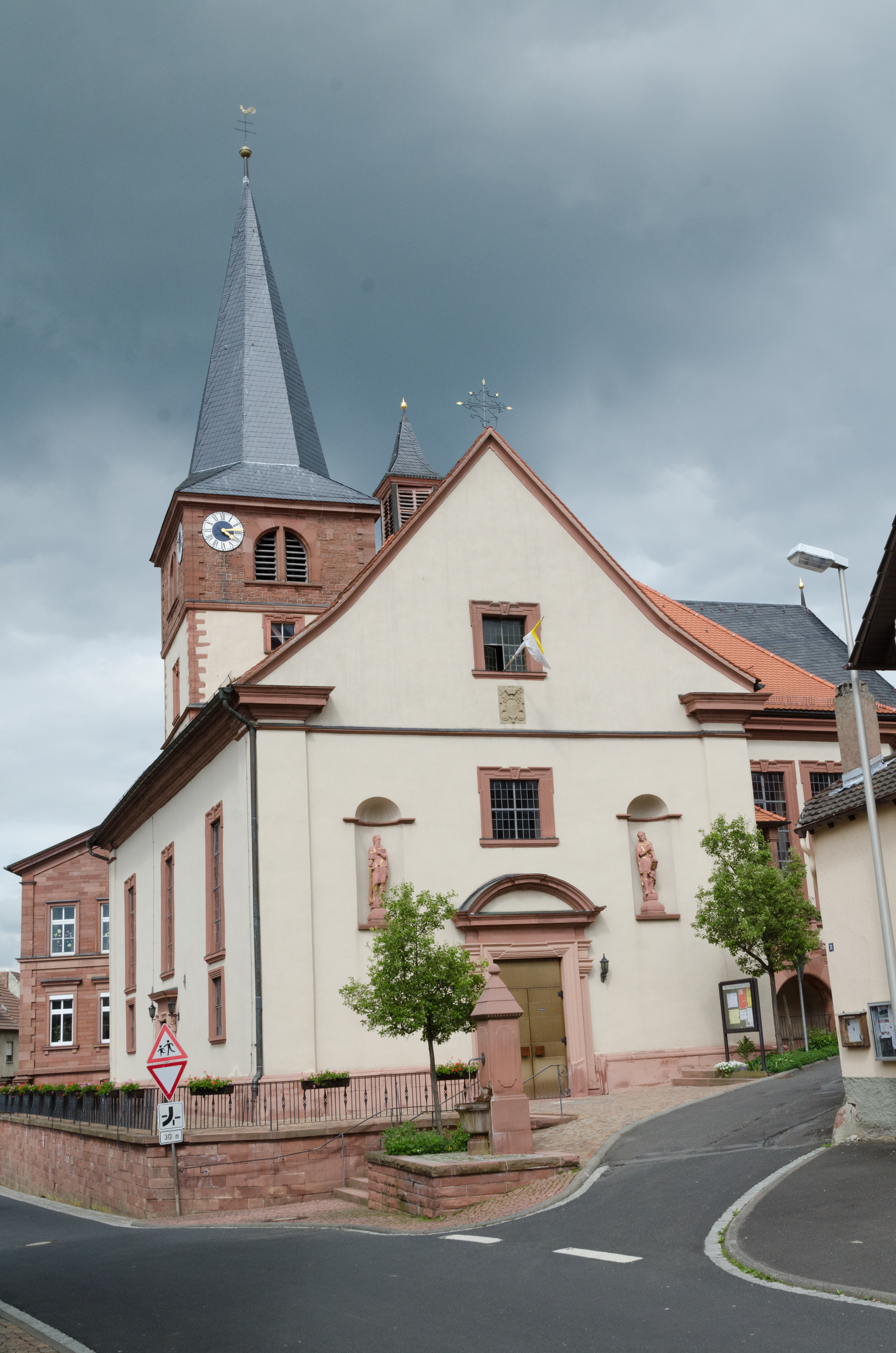
St. Georg

#### Pfarreiengemeinschaft Hl. Franziskus im Maintal (Zell am Main)
- Pfarrei St. Laurentius (Zell am Main), Kloster Oberzell
- Pfarrei St. Andreas (Erlabrunn), Wallfahrtskapelle Maria-Hilf auf dem Volkenberg
- Pfarrei St. Johannes der Täufer (Margetshöchheim)

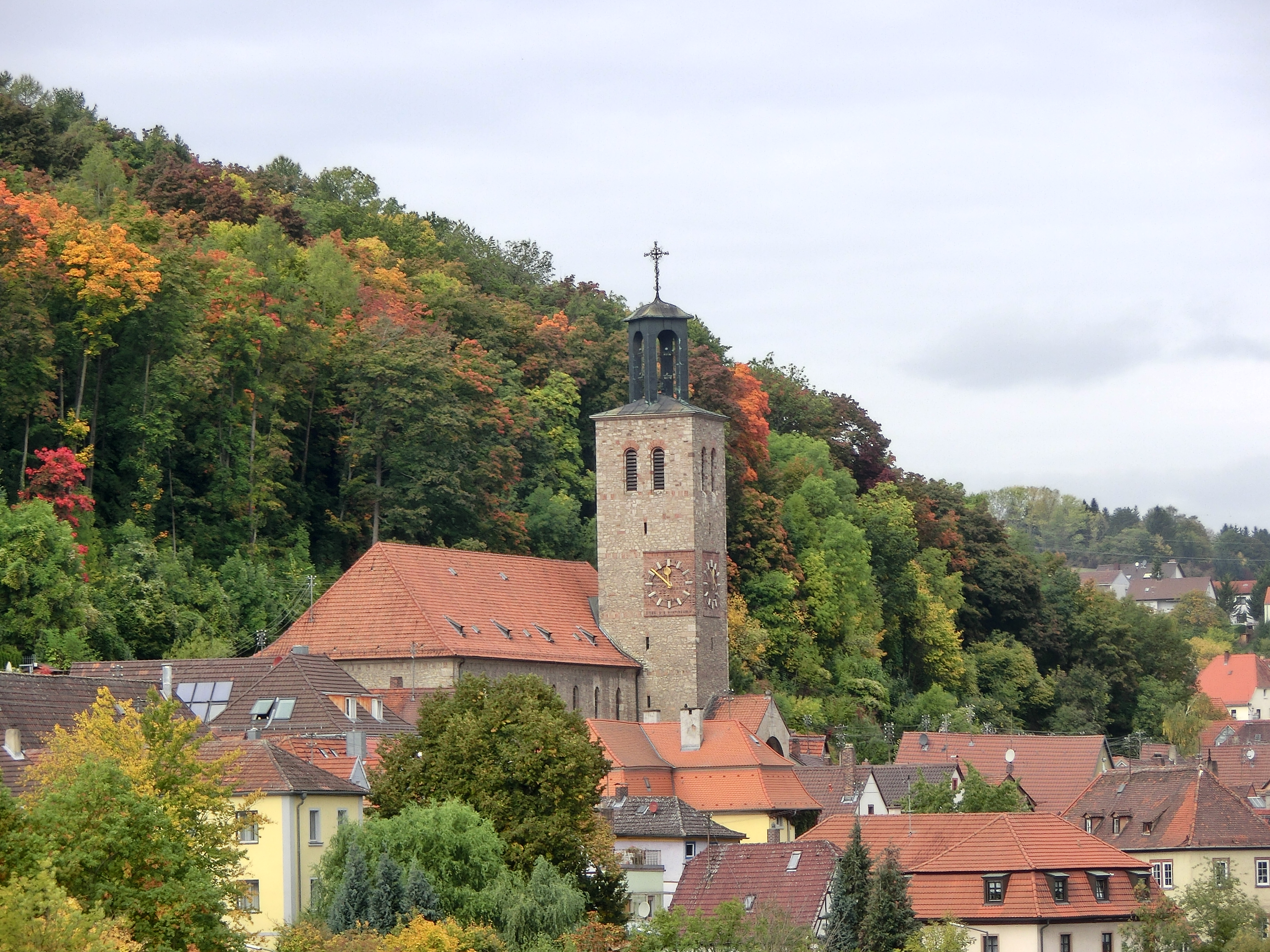
St. Laurentius
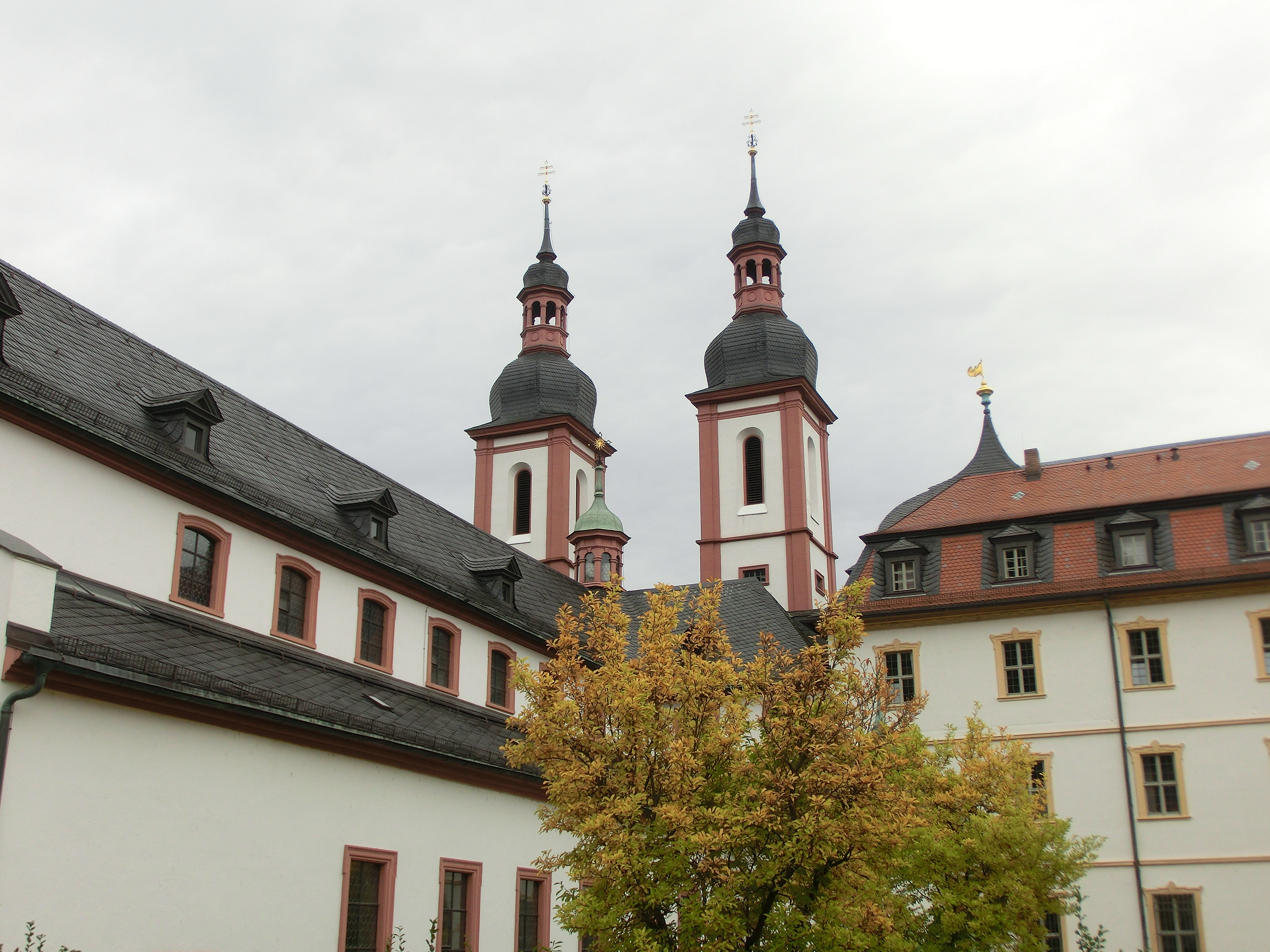
Kloster Oberzell
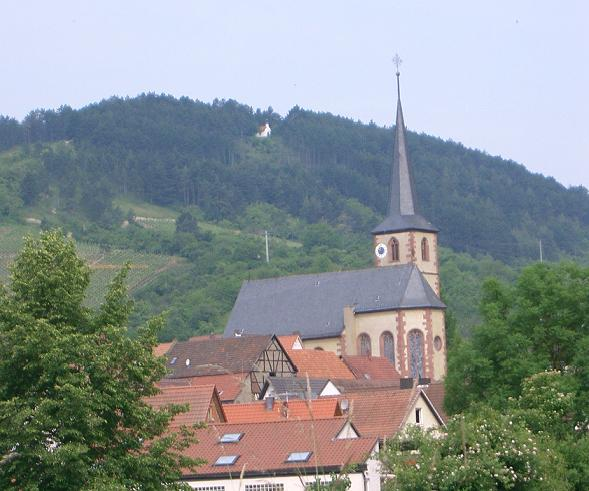
St. Andreas (Wallfahrtskapelle Maria-Hilf)
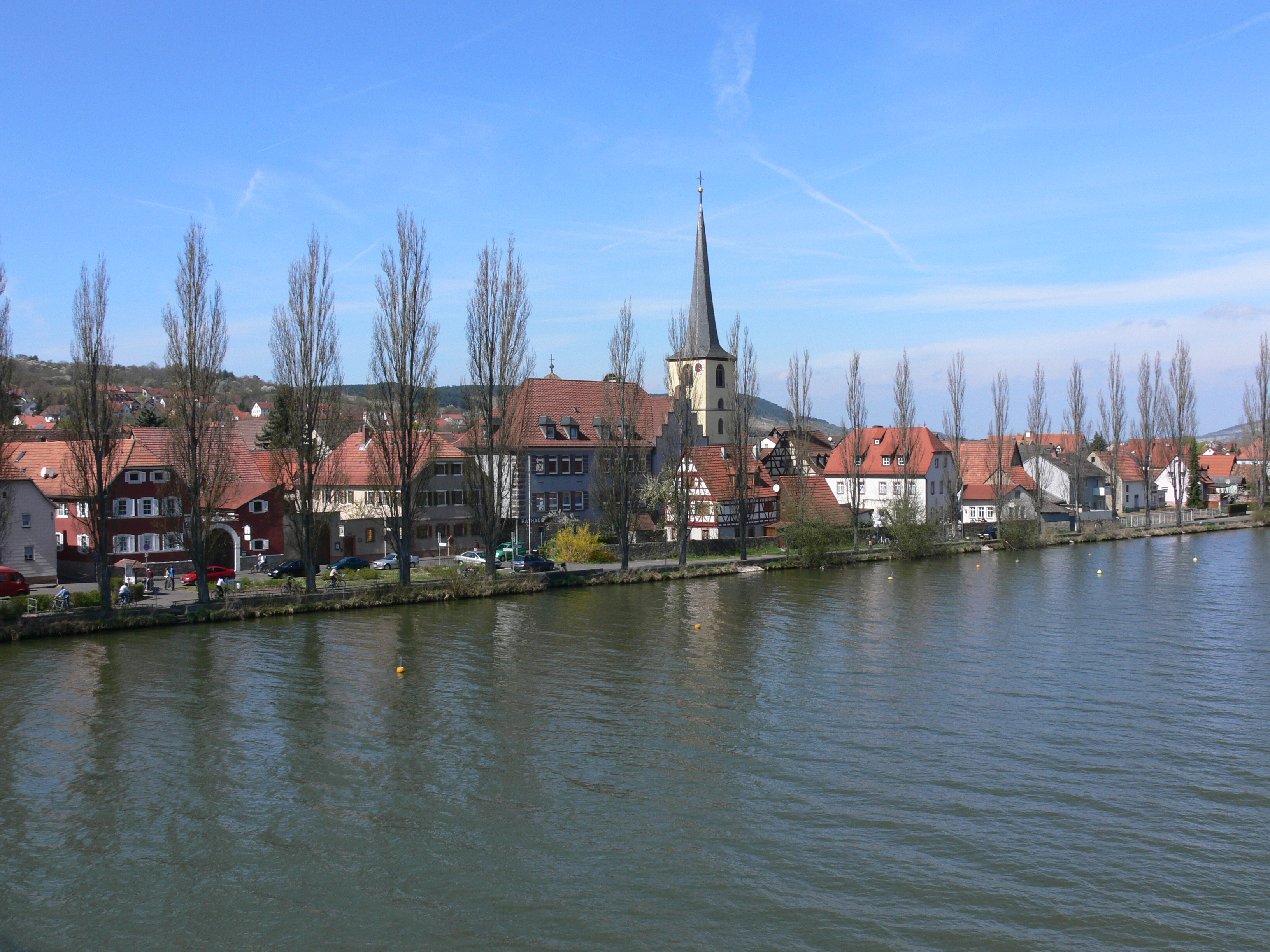
St. Johannes der Täufer

#### Pfarreiengemeinschaft Communio Sanctorum – St. Laurentius (Leinach)
- Pfarrei Gemeinschaft der Heiligen Leinach (Leinach)
- Pfarrei St. Laurentius Oberleinach (Oberleinach)

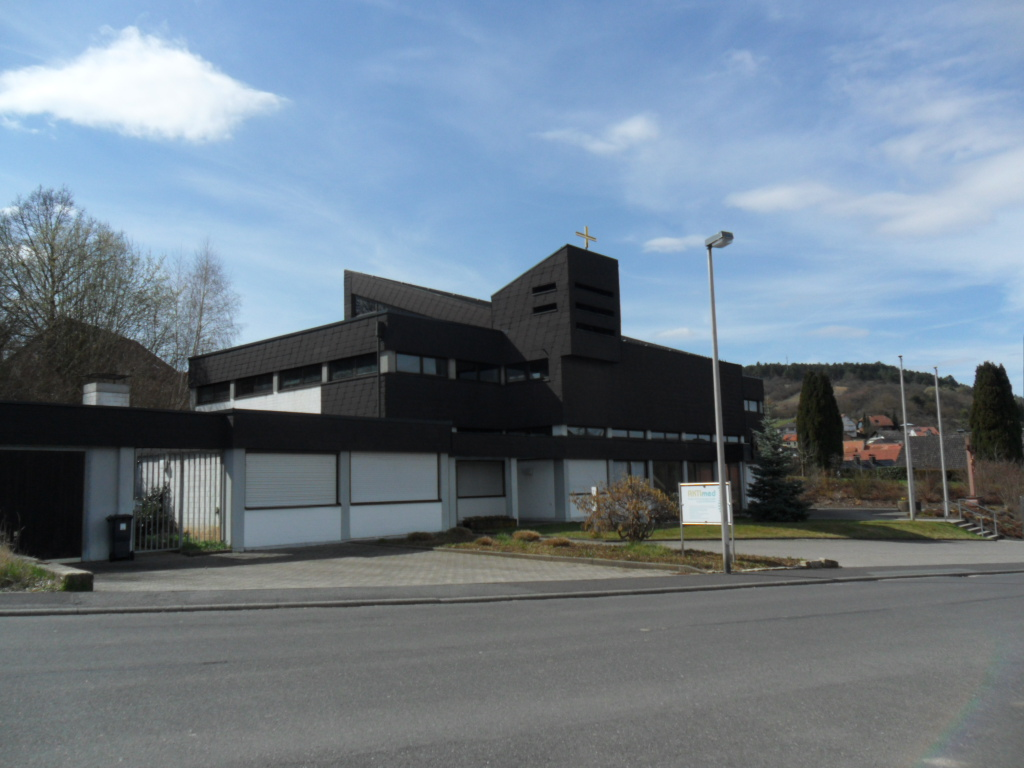
Gemeinschaft der Heiligen
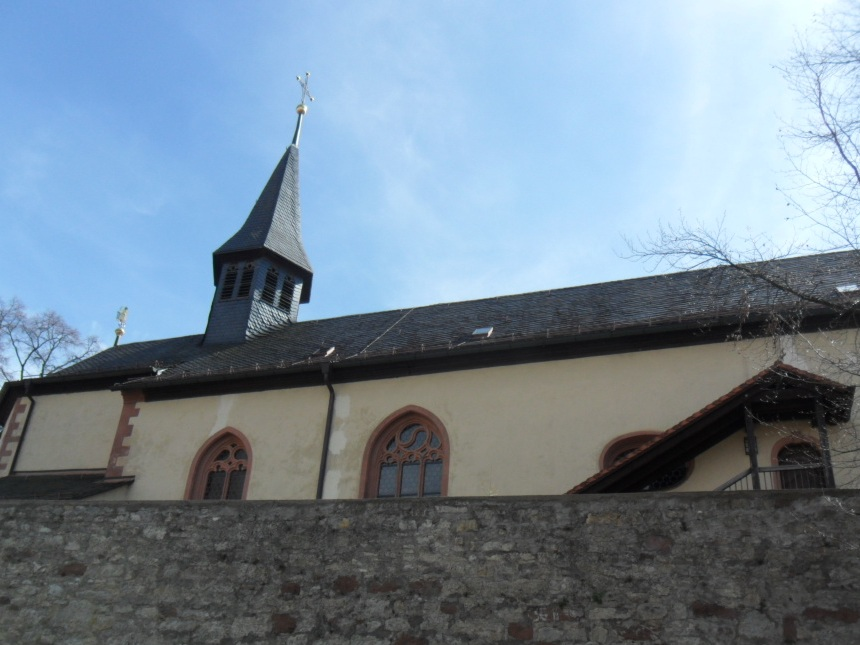
St. Laurentius

#### Pfarreiengemeinschaft Kreuz Christi (Eisingen)
- Pfarrei St. Nikolaus (Eisingen), St. Josefs-Stift
- Pfarrei St. Bartholomäus (Kist)
- Pfarrei St. Norbert (Waldbrunn)

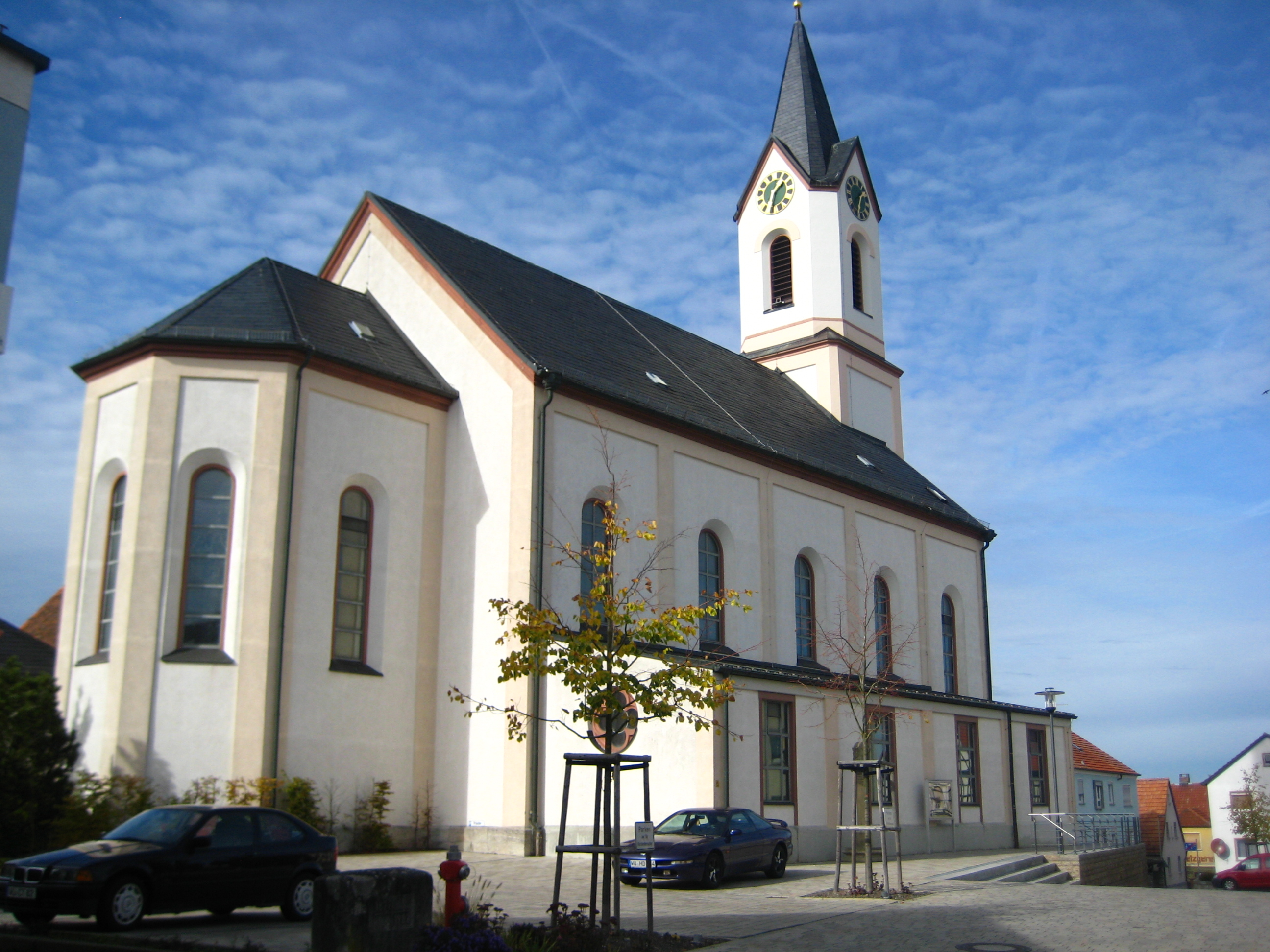
St. Bartholomäus

#### Pfarreiengemeinschaft St. Petrus – Der Fels (Kirchheim)
- Pfarrei St. Michael (Kirchheim) mit St. Thomas Morus (Geroldshausen), St. Nikolaus (Moos)
- Pfarrei St. Martin (Kleinrinderfeld)

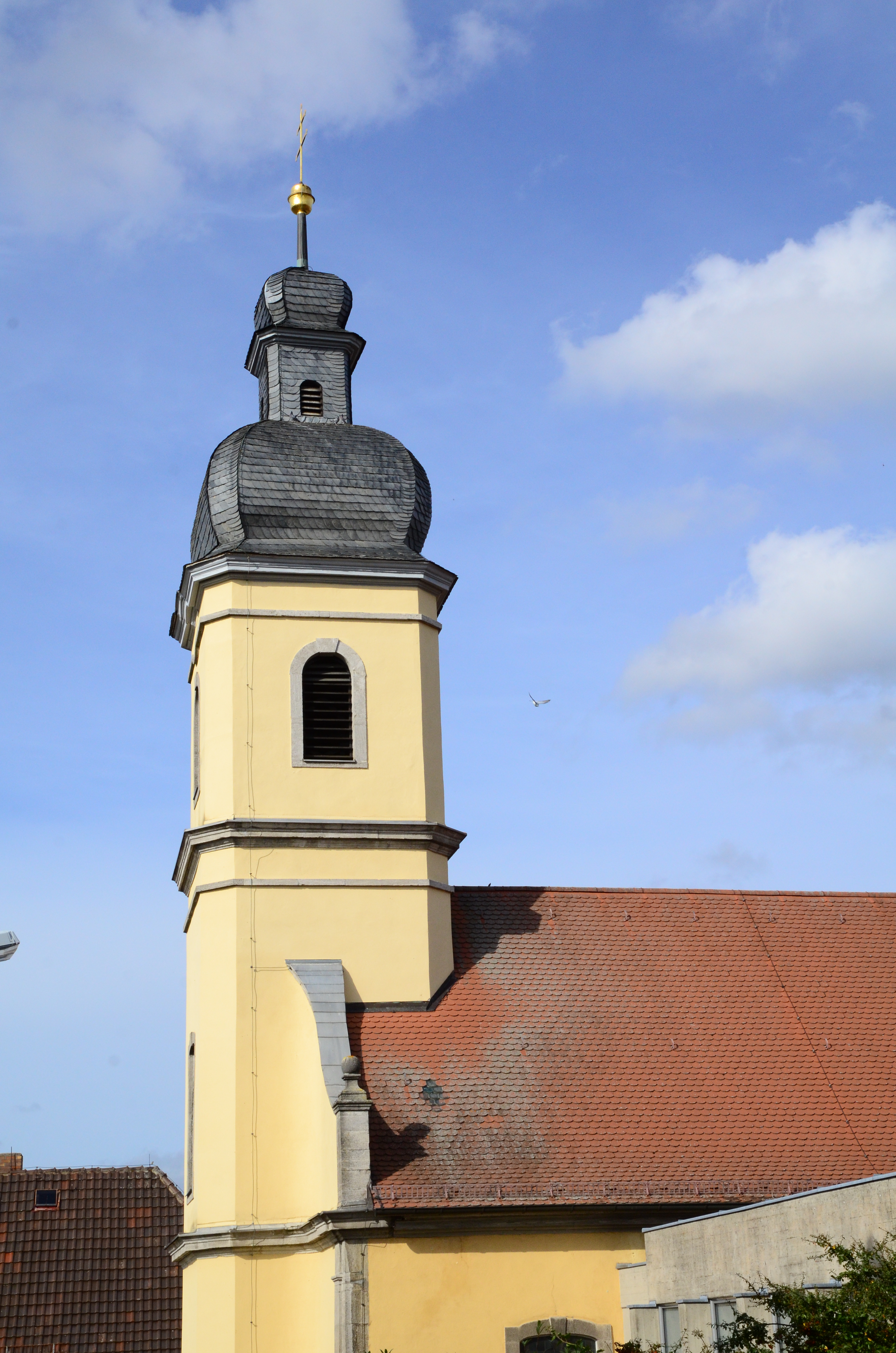
St. Martin

#### Pfarreiengemeinschaft Mariä Geburt und St. Norbert (Höchberg)
- Pfarrei St. Norbert (Höchberg) im Ortsteil Hexenbruch
- Pfarrei Mariä Geburt (Höchberg)

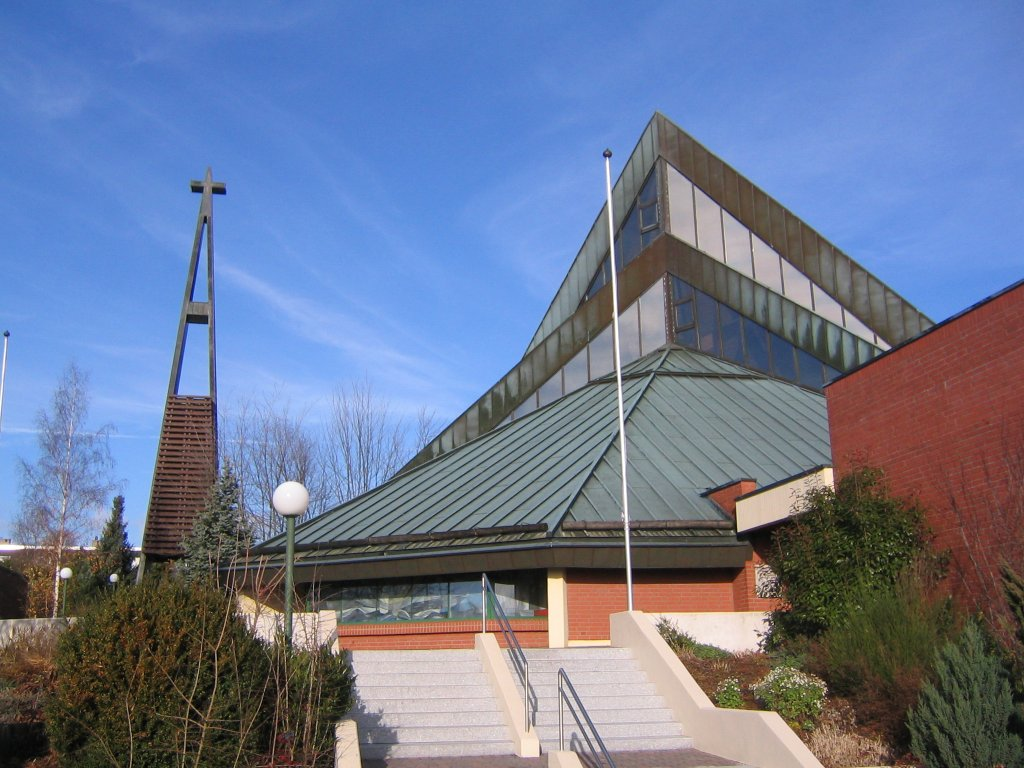
St. Norbert
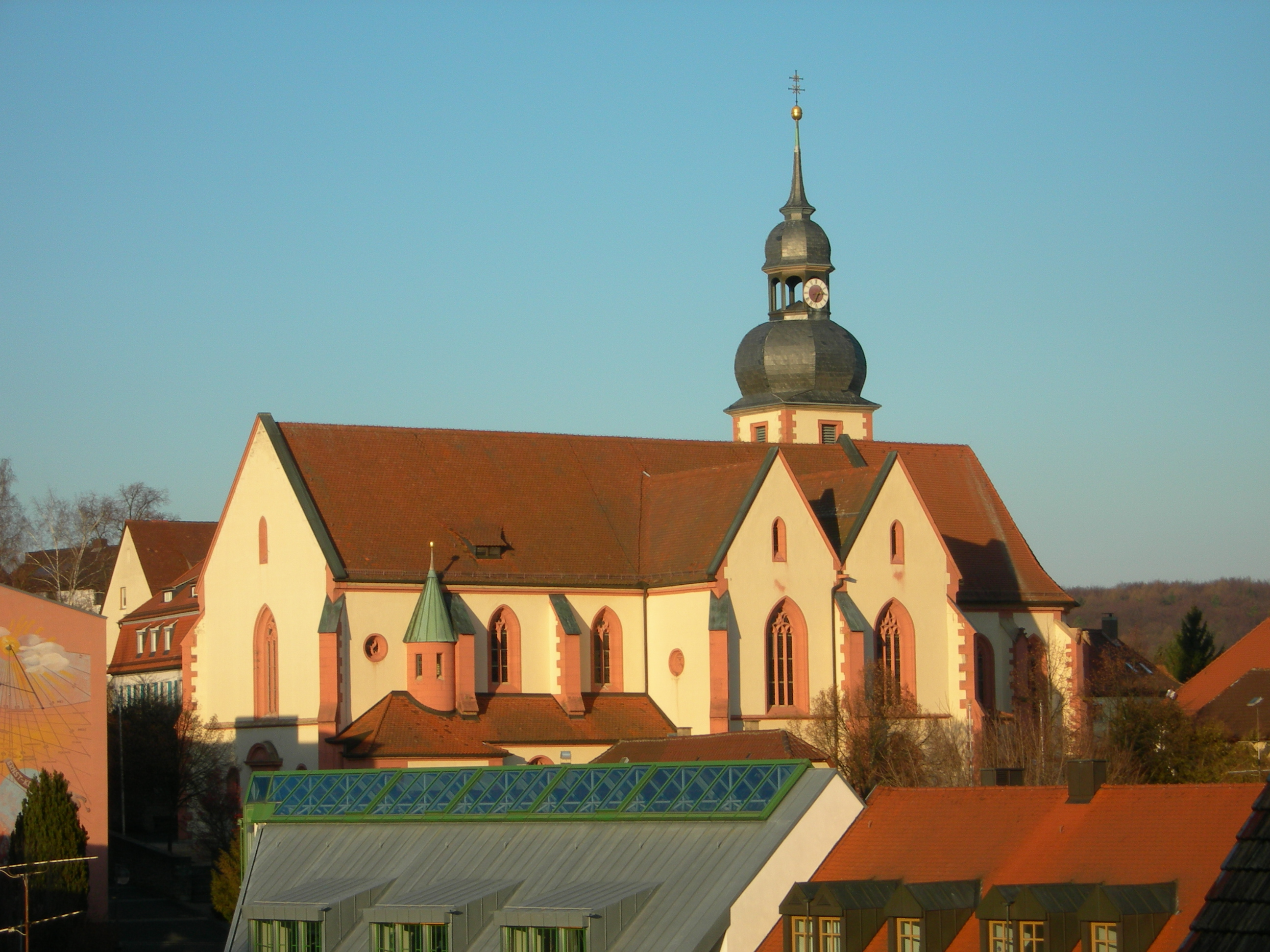
Mariä Geburt